# 塚本枝里
塚本 枝里（つかもと えり、1980年8月29日 - ）は日本の女性声優、ナレーター。大阪府出身。パートナーズ・プロ所属。

## 出演作品

### ゲーム
- THE 恋愛シミュレーション ～私におまカフェ～（香月かやね）

### テレビ
- TSC 秋の備前路 体感めぐり
- 泉ヶ丘アーバンコンフォート
- CWO ウイークリートピックス
- J:COM関西 リポーター
- Home Town ここらへん（Na）

### ラジオ
- YES-FM ドラマ南方熊楠「白いアダージオ」
- FM-HANAKO
  - やまなのぶっちゃけトーク
  - プロムナード824
- FM aiai：一年キャラ組声優クラス

### CM
- アーバンプランニング
- 関西矯正展
- ふとん太鼓
- 日光ホーム
- 全国子守唄サミット&フェスタ
- 大阪6地下街
- オルファカッター
- 阪急日生ニュータウン
- クリスタ長堀
- Respa
- タイフードフェスティバル